# 루미코 후지카와
루미코 후지카와(Rumiko Fujikawa)는 마블 코믹스의 등장인물로, 아이언맨이 90년대에 사귄 연인 캐릭터이다. 스타크 인더스트리의 경쟁사 '후지카와'의 영애였다. 1998년 5월 《인빈시블 아이언맨》 3부 4호에 처음 등장했고, 커트 뷰식과 숀 천이 공동 창작하였다.